# Игуменец
Игуменец (понякога Егуменец или рядко Гумниче или Дванадесет махали) е бивше сборно село в Югозападна България, заличено от списъка на населените места през 1947 година.

## География
Към Игуменец се числели разположените в южните склонове на Огражден планина 12 махали: Баскалци, Боровичене, Водениците (окончателно изселено в 1956), Гега, Горчево, Долни край (от 1959 година броено към Гега), Зойчене, Кукурахцево, Мечково (от 1959 броено към Баскалци), Робово (днес Волно), Учкунци (от 1959 броено към Гега) и Чурилово.

## История
Игуменец се споменава в османски регистри от 1570, 1611 – 1617, 1660, и 1664 – 1665 година. Според първия регистър в селото (записано като Гуменица), живеят 1 мюсюлманско и 209 християнски домакинства.
В XIX век Игуменец е най-голямото село в Петричка каза. Поминък на населението са животновъдството (овце, кози, свине), земеделието (ръж, ечемик, царевица, тютюн, сусам, овощия), дърводобивът и кираджийството. Произвежда се сусамово масло (шарлаан), което се продава на пазарите в Сяр, Мелник и другаде.
В 1858 година със средствата и труда на жителите на Игуменец е завършен храмът „Свети Георги“ (днес в землището на село Чурилово), около който се оформя т. нар. Чуриловски манастир. Той е изграден на мястото на по-старо духовно средище, чиято роля при формирането на Игуменец като селищна агломерация е безспорна. Това личи и от името на селото. Първоначално в манастира е разкрито обществено килийно училище, а по-късно и новобългарско.
Селото взема активно участие в борбите на българите за църковна и национална независимост.
В „Етнография на вилаетите Адрианопол, Монастир и Салоника“, издадена в Константинопол в 1878 година и отразяваща статистиката на населението от 1873 година, Сгуменец (Sgoumenetz) е посочено като село с 47 домакинства с 50 жители мюсюлмани и 76 жители българи. Очевидно споменатите данни са неточни, сравнявайки ги с други статистики от епохата.
В 1891 година Георги Стрезов пише за селото:
| „ | Игуменец, голямо село на С от Петрич 4 часа път. Състои се от 12 махали, от които по-главни са: Зайчине, Занога, Зарадол и Зинопол. Всички тия махали лежат в Малешовската планина, не особено далеч една от друга. Почвата представя прекрасна орна земя. Ако и да се висока планина, но до върха си близо Малешовската планина е покрита с ливади. Имат си църква, в която четат смесено; българско училище с 28 ученика. Игуменец има 427 къщи; Занога 15; Зарадол 20, Зайчине 40 и Зинопол 35 къщи, – всичките българе. Селянете си минуват със земледелие и скотоводство. | “ |

Към 1900 година според изследванията на Васил Кънчов („Македония. Етнография и статистика“), Игуменец брои 3500 жители българи-християни.
Според статистиката на секретаря на Българската екзархия Димитър Мишев („La Macédoine et sa Population Chrétienne“) в 1905 година християнското население на Егуменец (Egoumenetz) се състои от 3776 българи екзархисти. В селото функционира 1 начално българско училище с 1 учител и 24 ученици.
Селото има и съществен принос и в националноосвободителните борби на македонските българи. По време на Горноджумайското въстание през есента на 1902 година Игуменец е един от главните въстанически центрове в Петричко.
При избухването на Балканската война в 1912 година двадесет и един души от селото са доброволци в Македоно-одринското опълчение.

## Личности
Родени в Игуменец
- Антон Попов (1915 – 1942), български журналист и поет
- Благородна Божинова (1925 – 2000), българска общественичка, концлагеристка
- Златин Ангелски (около 1837 – 1914), български възрожденски деец
- Иван Стоянов (1884 – ?), македоно-одрински опълченец, четата на Дончо Златков[12]
- Китан Стоилов, доброволец в четата на Иван Атанасов – Инджето през Сръбско-българската война в 1885 година[13]
- Костадин Попов (Попстоянов) (около 1850 – 1904), български революционер, войвода на ВМОК
- Никола Попов (1889 – 1922), български учител и революционер
- Стефан Караджов, войвода на ВМРО, действал в Малешево през лятото на 1922 година.[14]
- Стойко Бакалов (Бакалчето) (1872 – 1928), български революционер, войвода на ВМОК

Починали в Игуменец
- Стоян Гълъбов Чопаков (1823 – 1893), български духовник и просветен деец